# Tipula (Trichotipula) religiosa
Tipula (Trichotipula) religiosa is een tweevleugelige uit de familie langpootmuggen (Tipulidae). De soort komt voor in het Neotropisch gebied.